# Tycho Brahe
Tycho Brahe (właśc. Tyge Ottesen Brahe, także (mylnie) Tycho de Brahe; wymowaⓘ ur. 14 grudnia 1546 w zamku Knutstorp, zm. 24 października 1601 w Pradze) – duński astronom, znany głównie jako twórca geoheliocentrycznego modelu Układu Słonecznego, zwanego też tychońskim; łączącego elementy wcześniejszych modeli – heliocentryzmu Kopernika i geocentryzmu Ptolemeusza. Twórca obserwatorium astronomicznego Uranienborg; jeden z głównych nauczycieli Johannesa Keplera, obok Michaela Maestlina.

## Życiorys

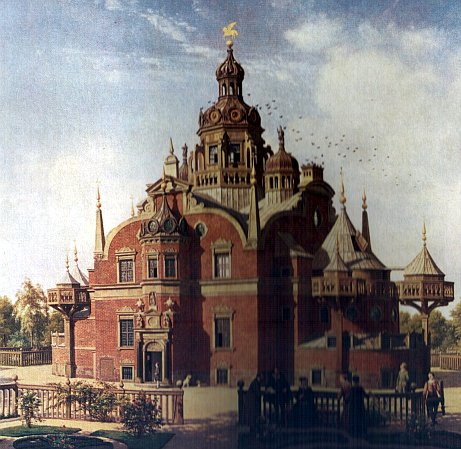
Uranienborg

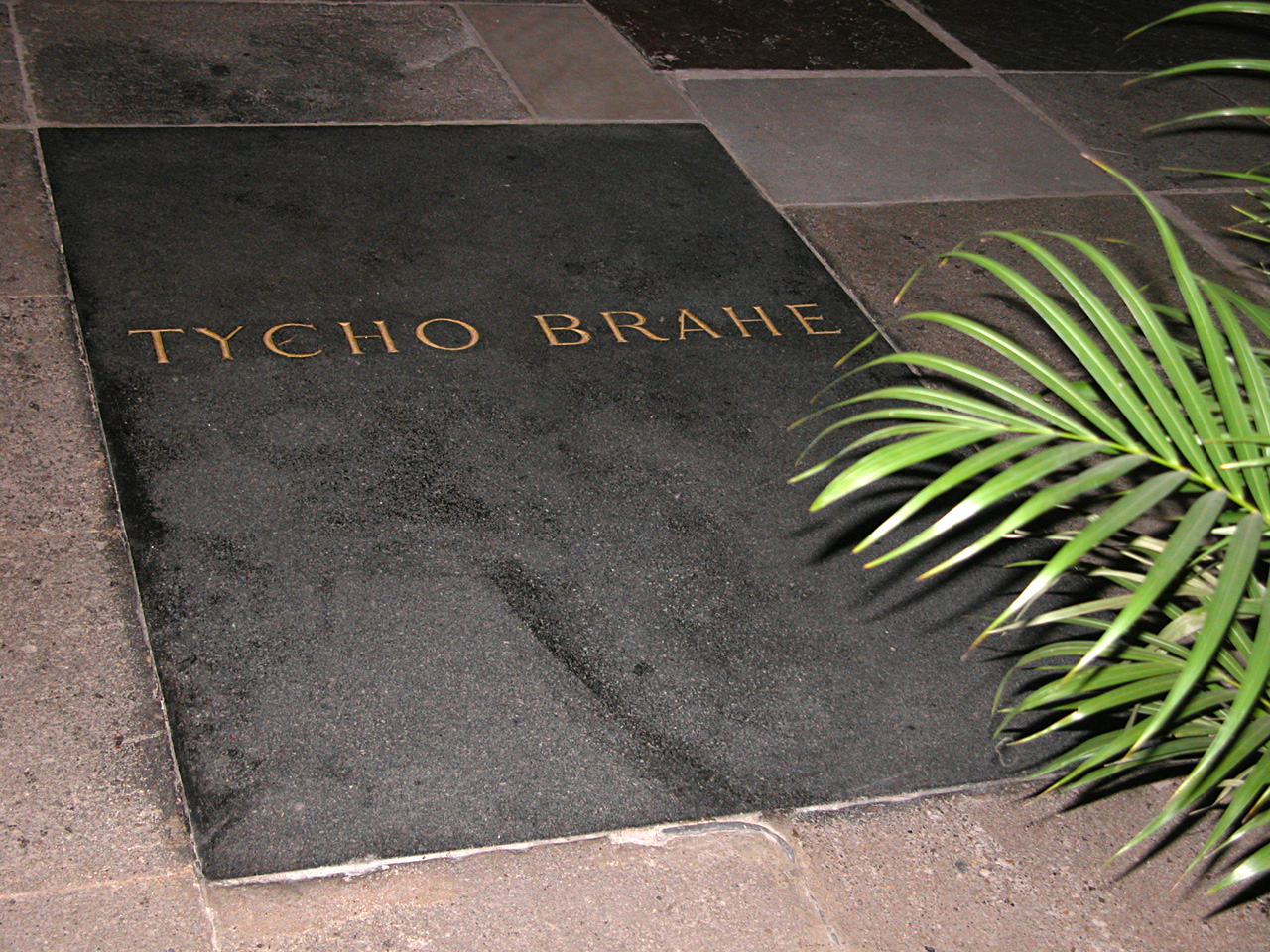
Grób Tychona Brahego w Pradze

### Dzieciństwo i młodość
Urodził się 14 grudnia 1546 w zamku Knutstorp w Skanii, był synem duńskiego szlachcica Ottona Brahe, który sprawował ważne funkcje na dworze duńskich władców.
Zainteresowanie astronomią rozbudziło w czternastoletnim chłopcu dobrze widoczne w Danii zaćmienie Słońca, które nastąpiło w 1560. Uczył się łaciny na uniwersytecie w Kopenhadze, a następnie studiował prawo i matematykę w Lipsku i Rostocku. Potem studiował także w Bazylei i Augsburgu.
W czasie studiów w Niemczech, w 1566 roku Tycho pojedynkował się z niemieckim szlachcicem. W czasie pojedynku stracił on część nosa, która została zastąpiona metalową blaszką. W 1570 wrócił do Danii.

### Kariera badawcza
Finansowany przez króla Fryderyka II, wybudował (w latach 1576–1580) na wyspie Hven (Ven) w pobliżu Kopenhagi dwa obserwatoria astronomiczne: Stjerneborg i Uranienborg. W ciągu 21 lat wykonał na Ven wiele precyzyjnych, jak na owe czasy, obserwacji astronomicznych. W 1597, z powodu konfliktu z Chrystianem IV, Tycho Brahe opuścił wyspę i wyjechał do Niemiec. Po dwóch latach pobytu w Niemczech osiadł w 1599 w Pradze, gdzie otrzymał stanowisko nadwornego astronoma i matematyka na dworze cesarskim. W Pradze jego pomocnikiem był Johannes Kepler.

### Śmierć i pochówek
Okoliczności śmierci Tychona Brahe pozostają niejasne. Najpopularniejsza legenda mówi, że na przyjęciu królewskim nabawił się poważnego zapalenia pęcherza. Zachowanie dobrych manier nie pozwalało na opuszczenie stołu przed królem, nawet jeśli spożyło się olbrzymie ilości praskiego piwa (do dziś prascy piwosze mawiają „nie chcę umrzeć jak Tycho Brahe”, gdy opuszczają towarzystwo, udając się do toalety). Inna hipoteza głosi, że podczas podróży karetą z cesarzem zmarł z powodu zatrzymania moczu. Podejrzewa się także, że mógł umrzeć z powodu choroby nerek. 
Istniały też hipotezy sugerujące otrucie Tychona Brahe rtęcią. W 2010 roku ciało astronoma zostało ekshumowane. Badania zawartości rtęci w kościach astronoma wykluczyły, aby zmarł on w wyniku zatrucia rtęcią. W czasie ekshumacji odkryto także, że proteza nosa Brahego nie była wykonana ze srebra, jak przypuszczano wcześniej, ale najprawdopodobniej z mosiądzu.
Grobowiec Tychona Brahe znajduje się w kościele Tyńskim na praskim rynku.

## Dorobek naukowy

Tychoński model geoheliocentryczny Układu Słonecznego. Tak jak w geocentryzmie Ptolemeusza, Ziemia znajduje się w jego centrum; jednak tak jak w heliocentryzmie Kopernika, planety inne niż Ziemia krążą wokół Słońca, a nie Ziemi.

### Rewizja heliocentryzmu Kopernika
Brahe prowadził wieloletnie pomiary położenia gwiazd na sferze niebieskiej, z użyciem najnowocześniejszych i najdokładniejszych jak na owe czasy instrumentów pomiarowych, zbudowanych z metalu, z narysowaną bardzo precyzyjną podziałką. Pomiary te doprowadziły naukowca do odrzucenia teorii heliocentrycznej. Konieczne według tej teorii przesunięcie paralaktyczne gwiazd nie mogło być w żaden sposób potwierdzone przez te badania, pomimo dokładności pomiarów rzędu jednej minuty kątowej. 
Takie wyniki skłoniły Tychona do ogłoszenia innej teorii budowy Układu Słonecznego: geoheliocentryzmu opartego na trzech postulatach:
1. Ziemia miała być nieruchomym względem innych ciałem centralnym (wirującym wokół własnej osi);
2. wokół Ziemi krążyły Księżyc i Słońce;
3. wokół Słońca krążyły pozostałe planety: Merkury, Wenus, Mars, Jowisz i Saturn.

Model ten – podobny do starożytnego pomysłu Heraklidesa – przewidywał względne ruchy planet identyczne jak teoria heliocentryczna. Ponieważ był jednocześnie zgodny z Biblią, więc ten model przez pewien czas cieszył się pewną popularnością wśród uczonych.
Choć Brahe podważał teorię heliocentryczną, opisaną przez Kopernika, doskonały materiał obserwacyjny umożliwił jego współpracownikowi z ostatnich lat życia, Johannesowi Keplerowi, odkrycie prawidłowości w ruchu planet – tzw. praw Keplera. Są one istotnym argumentem za prawdziwością teorii heliocentrycznej, która w dokładniejszy sposób tłumaczyła zaobserwowane ruchy planet i ich orbity.
Odkrycie przez Newtona zasad dynamiki spowodowało upadek modelu tychońskiego, a obserwacje aberracji światła – wykonane w XVIII wieku przez Jamesa Bradleya – dostarczyły dowodów niezależnych od dynamiki Newtona, potwierdzających teorię heliocentryczną.

### Nowe obiekty astronomiczne

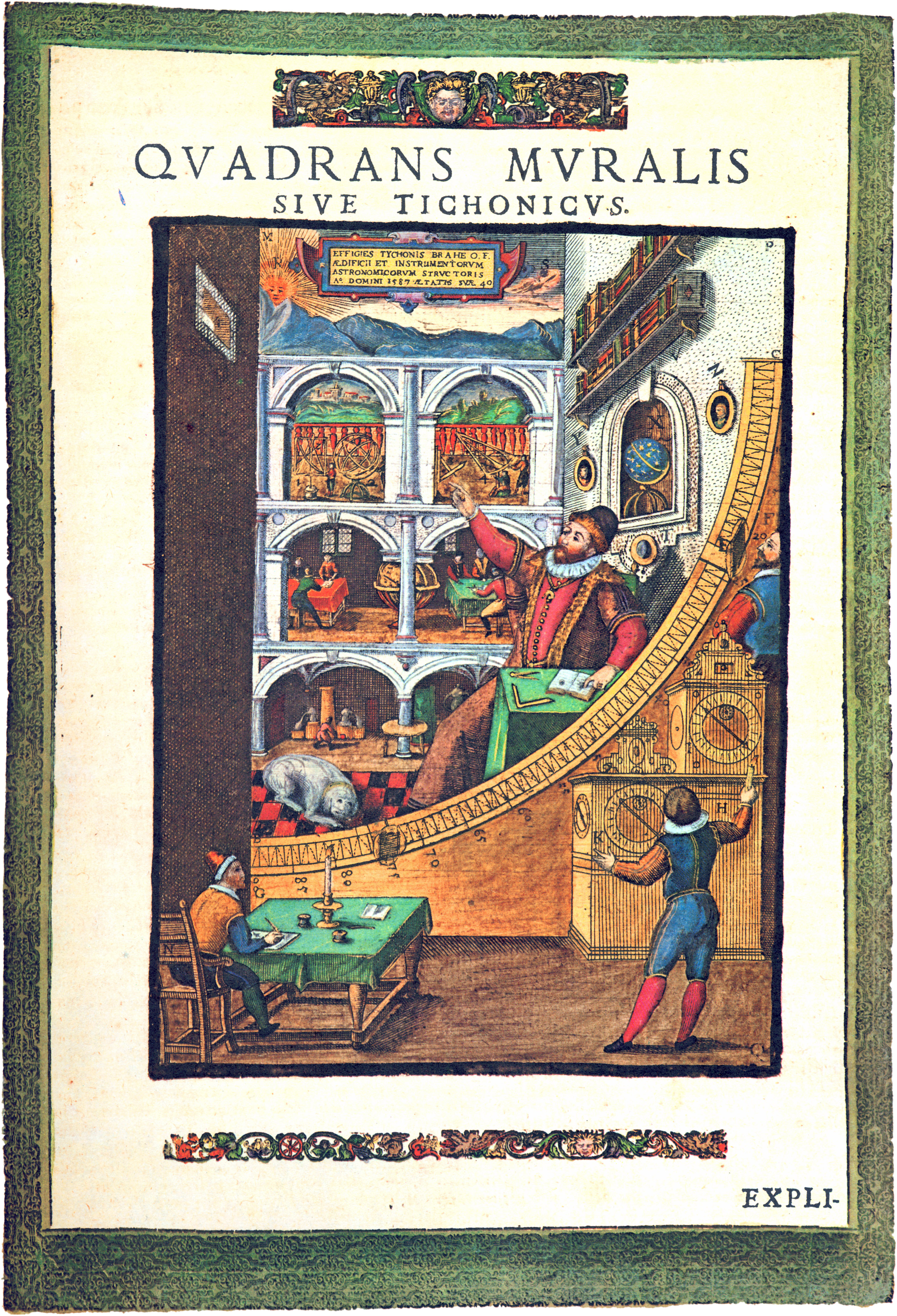
Mauerquadrant (Tycho Brahe 1598)

11 listopada 1572 roku odkrył supernową w gwiazdozbiorze Kasjopei (nazwaną później na jego cześć Gwiazdą Tychona), która świeciła przez szesnaście miesięcy. Obserwacje nowej gwiazdy opisał w pracy De Nova Stella (O nowej gwieździe) w 1573. Zarówno to odkrycie, jak i liczne obserwacje komet, podważały starożytną tezę o niezmienności niebios.
Tycho Brahe odkrył pięć nowych komet. Obserwacje jednej z nich już w 1577 wykazały, że kometa porusza się po orbicie przecinającej orbity planet, co stanowiło zaprzeczenie starogreckiej teorii, według której komety występowały w atmosferze ziemskiej.

### Pozostałe prace
Wkład Tychona Brahe do rozwoju astronomii polegał na dostarczeniu innym badaczom obszernych i pewnych danych obserwacyjnych. Był on pierwszym naukowym, nowożytnym konstruktorem instrumentarium astronomicznego okresu przedteleskopowego.
Tycho Brahe odkrył dwie nierówności w ruchu Księżyca: równanie roczne i wariację. Opracował na podstawie własnych obserwacji kompletny katalog położeń wszystkich 977 gwiazd widocznych gołym okiem z szerokości geograficznej Danii. 
Uczony pozostawił po sobie wiele prac naukowych i rozpraw. W 1923 wydano komplet dzieł Brahego, zawartych w dziesięciu dużych tomach. 